# Marananta
Marananta est un moine bouddhiste du Gandhara, dans le Pakistan actuel, qui a introduit le bouddhisme dans le sud de la péninsule coréenne au IVe siècle, notamment dans le royaume de Paekche.

## Histoire
Il a été parmi les premiers à introduire le bouddhisme dans la péninsule coréenne. Le Samguk Yusa (Gestes mémorables des trois royaumes) le présente comme celui qui a apporté le bouddhisme à Paekche, en parallèle à Sundo au Koguryo et à Ado à Silla.
Marananta est venu à Paekche en passant par la Chine des Jin dans le neuvième mois lunaire de 384, l'année du couronnement du roi Chimnyu. Deux mois avant l'arrivée de Marananta, Chimnyu avait envoyé une mission d'hommage à l'Empire Jin, comme il était de coutume de le faire lors de la montée sur le trône des rois de Paekche à cette époque. Il est possible que Marananta faisait partie d'une délégation officielle des Jin.
Il n'y a que peu de mentions de Marananta dans les documents historiques.